# 298 Baptistina
Baptistina (asteroide 298) é um asteroide da cintura principal, a 2,0480869 UA. Possui uma excentricidade de 0,0954 e um período orbital de 1 244,29 dias (3,41 anos).
Baptistina tem uma velocidade orbital média de 19,7946048 km/s e uma inclinação de 6,28401º.
Este asteroide foi descoberto em 9 de Setembro de 1890 por Auguste Charlois.
Em 2007 um estudo realizado pelo Instituo de Pesquisa de Southwest (Colorado, Estados Unidos), apontou como suspeito pela extinção dos dinossauros um corpo celeste do tipo Baptistina, porém, em setembro de 2011 esta teoria foi desacreditada.